# Comunele Cehiei (G)
Aceasta este o listă a comunelor din Republica Cehă care încep cu litera G.
Această listă este generată cu date din Wikidata și este actualizată periodic de un robot.
 Editările făcute în listă vor fi șterse la următoarea actualizare!
| # | Comună         | Populație | Suprafață (km2) | District             |
| - | -------------- | --------- | --------------- | -------------------- |
| 1 | Golčův Jeníkov | 2.821     | 27,49           | okres Havlíčkův Brod |
| 2 | Grygov         | 1.548     | 12,72           | okres Olomouc        |
| 3 | Gruna          | 254       | 10,37           | okres Svitavy        |
| 4 | Grešlové Mýto  | 215       | 2,16            | okres Znojmo         |
| 5 | Grymov         | 162       | 1,04            | okres Přerov         |
| 6 | Grunta         | 98        | 0,8             | okres Kolín          |